# Остров Буве
О́стров Буве́ (норв. Bouvetøya) — необитаемый вулканический остров в южной части Атлантического океана. Расположен на южном конце Срединно-Атлантического хребта, площадь — 49 км², 93 % территории покрыто ледниками. Зависимая территория (норв. biland) Норвегии. Один из самых отдалённых от материков островов в мире (после острова Пасхи и островов Тристан-да-Кунья).

## Геология

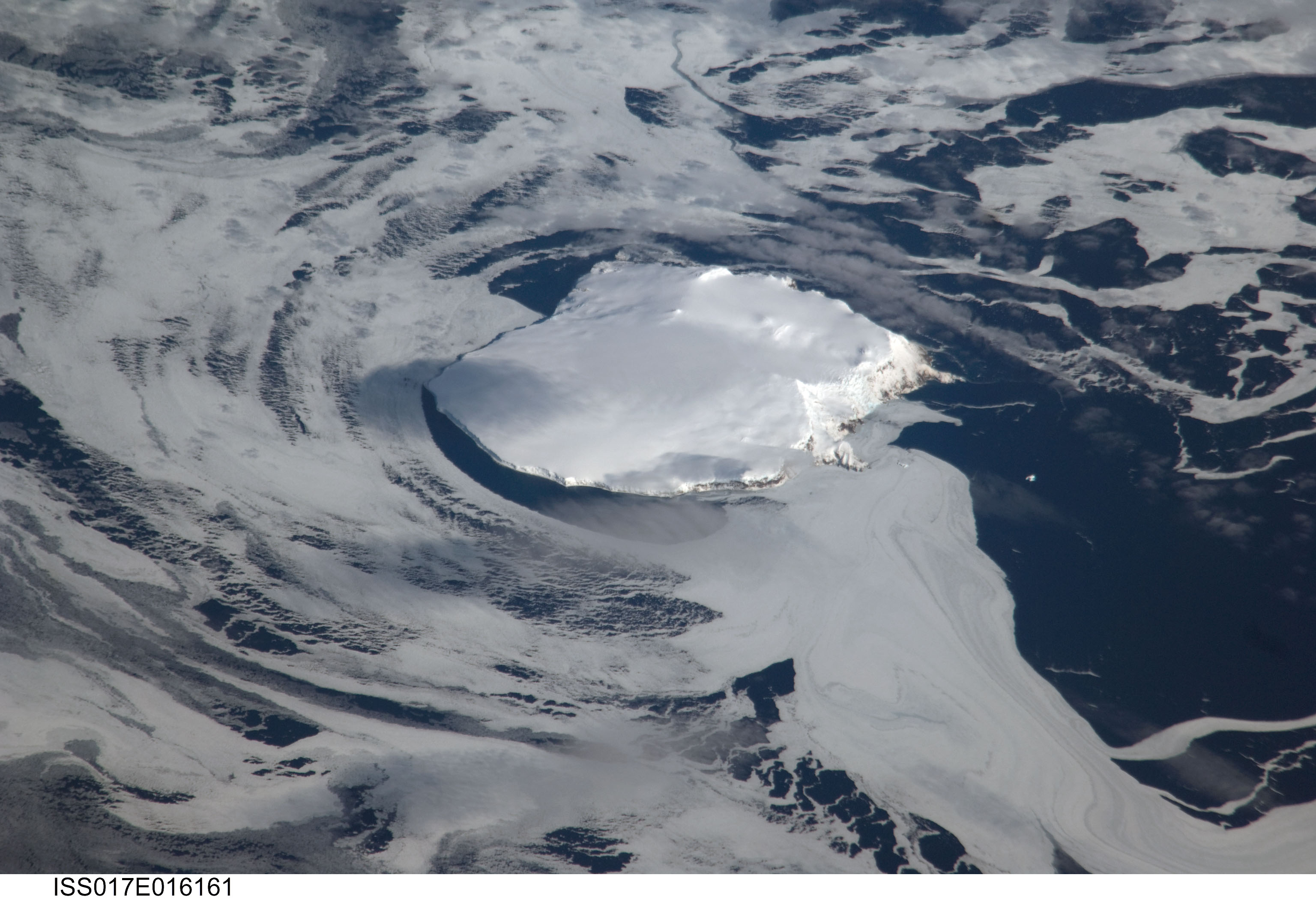
Остров Буве из космоса

Остров Буве представляет собой надводную часть щитового вулкана, находящегося к юго-западу от Западно-Индийского хребта. Почвы Буве состоят из базальтов и риолитов. На северо-западе острова образовалась кальдера. Последнее извержение на острове происходило около 2000 лет назад.

## Климат
| Показатель                    | Янв. | Фев. | Март | Апр. | Май | Июнь | Июль | Авг. | Сен. | Окт. | Нояб. | Дек. | Год |
| ----------------------------- | ---- | ---- | ---- | ---- | --- | ---- | ---- | ---- | ---- | ---- | ----- | ---- | --- |
| Средний суточный максимум, °C | 3    | 4    | 3    | 2    | 1   | 0    | −1   | −1   | −1   | 0    | 1     | 3    | 1   |
| Средняя температура, °C       | 1    | 1    | 1    | 0    | −1  | −2   | −3   | −3   | −3   | −2   | −1    | 0    | −1  |
| Средний суточный минимум, °C  | 0    | 0    | 0    | 0    | −2  | −4   | −5   | −5   | −5   | −3   | −2    | −1   | −2  |
| Источник: climate-zone.com    |      |      |      |      |     |      |      |      |      |      |       |      |     |

## История
Назван по имени первооткрывателя — француза Ж.-Б. Буве де Лозье (1705—1786), обнаружившего остров 1 января 1739 года. Из-за тумана он принял остров за мыс, за которым простирается большая земля (естественно, он предположил, что это обозначавшаяся на географических картах того времени Неведомая Южная земля). Открытая им суша была названа фр. Cape Circoncision — мыс Обрезания Господня (празднуется в день открытия — 1 января), и северо-западная оконечность острова до сих пор носит это название. Буве ошибочно определил долготу острова.
В XVIII—XIX вв. остров исследовался в основном англичанами. Так, в 1772 году Джеймс Кук проплыл в районе точки, указанной Буве, однако из-за допущенной тем ошибки не встретил суши. В 1808 году Джеймс Линдсей, капитан китобойного судна, впервые точно определил координаты острова, который не сразу был отождествлён с землёй, открытой Буве, и назывался некоторое время «остров Линдсея». В декабре 1822 года капитан Бенджамин Моррелл предположительно первым высаживался на острове и охотился там на тюленей, но это оспаривается. 10 декабря 1825 года капитан Норрис совершил первую общепризнанную высадку на острове, объявил его британским владением и назвал его «Ливерпульский остров», в честь премьер-министра Великобритании лорда Ливерпуля.
Первая продолжительная стоянка на острове была предпринята в 1927 году: команда норвежского корабля «Норвегия» провела на нём примерно месяц. 1 декабря 1927 года руководитель экспедиции Ларс Кристенсен объявил остров норвежским. Указом короля Хокона VII 23 января 1928 года Буве был провозглашён «норвежской территорией». В 1929 году Великобритания отказалась от территориальных претензий на Буве. В 1930 году стортинг принял закон, объявивший остров Буве зависимой территорией, суверенитет над которой осуществляется королевством Норвегия (но не входящей в состав королевства). В состав территорий, провозглашённых норвежскими в конце 1920-х годов, входил так называемый «сектор Буве» — остров Петра I, собственно остров Буве и прилегающие к нему территории севернее 60° южной широты. Королевский указ 1928 г. оспаривался СССР и США. Протест СССР в ноте правительству Норвегии от 24 января 1939 г. был связан, в частности, с тем, что Норвегия объявила своей территорией, помимо Буве, также остров Петра I, открытый русской экспедицией Беллинсгаузена и Лазарева.
Подписанный в 1959 году Договор об Антарктике не распространяется на остров Буве (так как он лежит севернее 60° ю. ш.).

## Освоение
Буве — один из самых отдалённых от суши островов в мире (после острова Пасхи и островов Тристан-да-Кунья). Ближайшая к острову суша (помимо островков у побережья самого острова) — остров Гоф (около 1600 км). Ближайшая от острова Буве материковая земля — берег Антарктиды — находится в 1700 км, а до Кейптауна — 2500 км. На острове находится автоматическая метеорологическая станция.
Ни один человек ещё не проводил на острове холодный сезон года (зима в Южном полушарии по времени соответствует лету в Северном). Освоение острова сильно затруднено из-за проблем доставки экспедиций на остров: ледники мешают высадке на южном и восточном побережьях, в то время как крутые утёсы высотой до 490 м блокируют доступ на севере, западе и юго-западе. Наиболее удобный доступ на остров, лишённый естественных гаваней — при помощи вертолёта.

## Идентификаторы
Остров Буве имеет интернет-домен верхнего уровня .bv, который пока не используется. Цифровой код ISO 3166 — 074.

## Культурный след

### В филателии
В феврале 1934 г. на норвежских марках в 5, 7, 10, 20 и 30 эре были сделаны надпечатки названия острова по случаю прибытия корабля «Мильфорт». Выпуск их довольно сомнителен, а разрешение было дано норвежским консулом в Кейптауне, а не почтовыми властями Норвегии, которые эти марки не признали. В 1955 г. на о. Буве работала научная экспедиция. Её корреспонденция обрабатывалась штампом с надписью: «Bouvet Island. Expedition».

### В кинематографе
В фантастическом фильме «Чужой против Хищника» действие разворачивается в обнаруженной подо льдами острова Буве древней пирамиде. При этом на карте и снимке с камеры показан не остров Буве, а Земля Александра I.